# Esarps kyrka

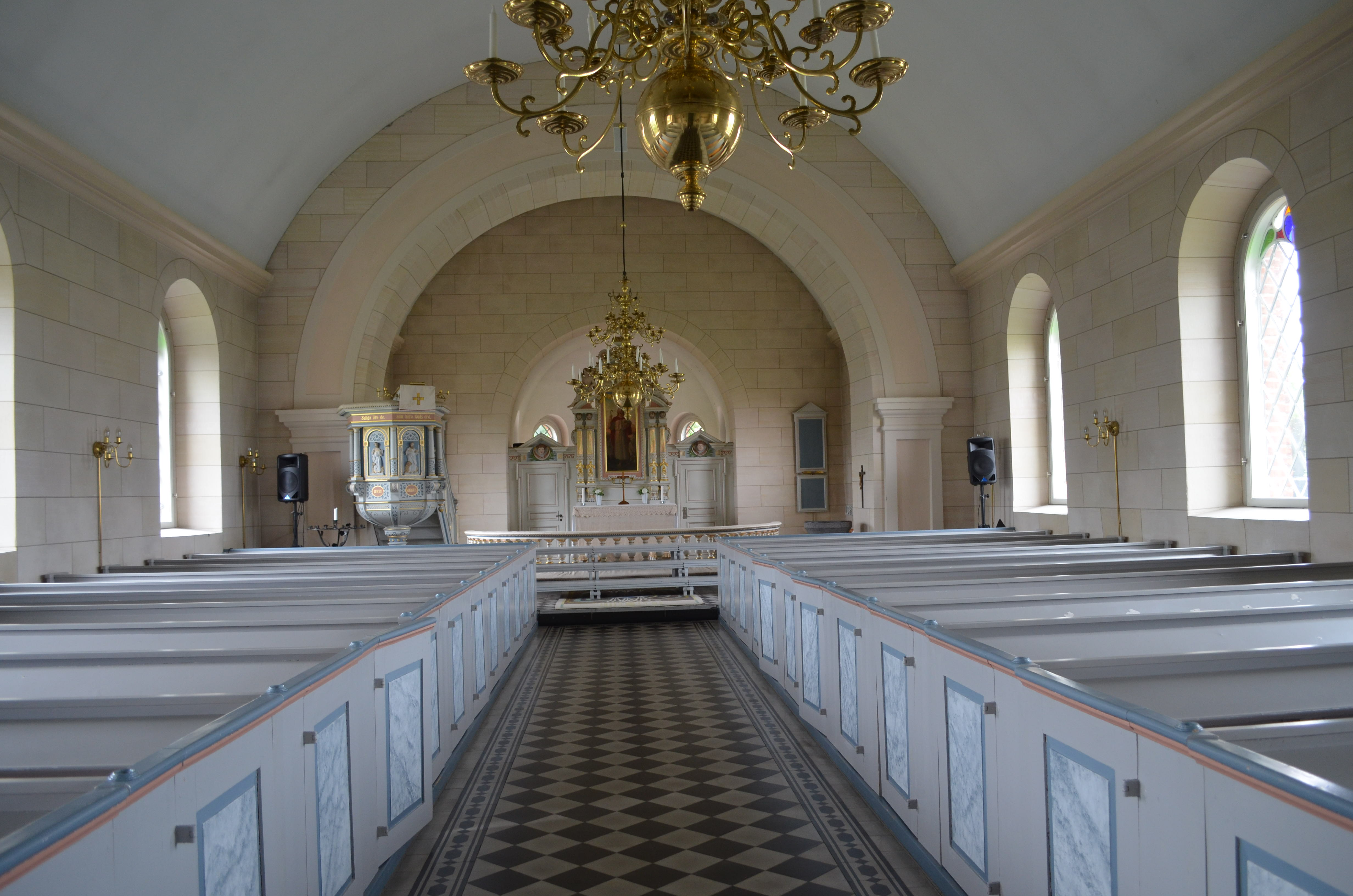
Esarps kyrkosal

Esarps kyrka är en kyrkobyggnad i Esarp. Den tillhör Sankt Staffans församling i Lunds stift.

## Kyrkobyggnaden
Kyrkans äldsta delar härstammar från 1100-talet. År 1860 gjordes en omfattande ombyggnad efter ritningar av Johan Fredrik Åbom. Då blev kyrkan bredare mot norr och fick en tresidig sakristia i öster. Trappgavelstornet uppfördes 1927 efter ritningar av Carl Andrén och Erik Lundberg. År 1983 gjordes en omfattande förändring av kyrkorummet då det ommålades. Samtidigt tillkom nya bänkar och en ny dopfunt.

## Inventarier
- Altartavlan är målad av Fredrik Krebs.
- Predikstolens äldsta delar kommer från 1600-talet, men har renoverats och restaurerats flera gånger. Den föreställer de fyra evangelisterna.
- Orgeln och orgelläktaren uppfördes samtidigt som tornet, 1927.

### Orgel
- Den nuvarande orgeln byggdes 1929 av Olof Hammarberg, Göteborg och är en pneumatisk orgel. Orgeln har automatisk pedalväxling.

| Manual I            | Manual II           | Pedal         | Koppel    |
| Borduna 16´         | Hornprincipal 8´    | Principal 16´ | I/P       |
| Principal 8´        | Rörflöjt 8'         | Subbas 16'    | II/P      |
| Flûte harmonique 8' | Salicional 8'       |               | II/I      |
| Dolce 8'            | Voix celeste 8'     |               | I 4'/I    |
| Gamba 8'            | Flûte harmonique 4' |               | II 16'/II |
| Oktava 4'           |                     |               |           |
| Trumpet 8'          |                     |               |           |